# Vietteania parvula
Vietteania parvula är en fjärilsart som beskrevs av Sir George Hamilton Kenrick 1917. Vietteania parvula ingår i släktet Vietteania och familjen nattflyn. Inga underarter finns listade i Catalogue of Life.